# Pataháza
Pataháza egy egykori község volt Győr vármegyében, a Szigetközben, amelyet Révfaluhoz, majd az utóbbival együtt Győrhöz csatoltak.

## Története
A középkorban önálló település volt, amelynek fő birtokosai Győr városa, a Babothy és a gróf Cseszneky család voltak. Idővel a falu nemesi községgé szerveződött, s magába olvasztotta a szomszédos Malomsok települést is.
A 16. század végén gróf Pálffy Miklós Pataházára telepítette ki a győri protestánsokat. Az 1630-as években a reformátusok helyi imaházát elvették, s a jezsuitáknak adták.
A Rákóczi-szabadságharc idején Pataházán kórház épült.
Fényes Elek szerint: Pataháza, magyar falu, Győr vármegyében, a Kis-Duna mellett, ut. p. Győr: 80 kath., 40 evang., 23 ref., 138 zsidó lak., róna termékeny fekete szántóföldekkel.
Vályi András szerint: PATAHÁZA. Magyar nemes falu Győr Vármegyében, 27l lakosai katolikusok, fekszik Révfaluhoz nem meszsze, mellynek filiája, a’ Szigetközben földgye igen kevés, és tsak egy nyomásbéli; vagyon egy kis szigettye is, mellyben erdője, és kaszállója is van.

## Közlekedése
Pataháza városrészen áthalad a városközpontból Vámosszabadi és Szlovákia felé vezető 14-es főút, valamint itt ágazik ki az előbbiből egy, négy számjegyű országos közútnak minősülő útszakasz, az 1301-es út. Utóbbi Bácsán és Kisbajcson át egészen Nagybajcsig vezet, ahol a Duna töltése előtt ér véget, szűk 9,5 kilométer megtétele után.